# Martin Max
Martin Max (7 de agosto de 1968) es un exfutbolista de origen polaco, aunque nacionalizado alemán. Fue el máximo goleador de la Bundesliga en las temporadas 1999-00 y 2001-02. Su último club fue el Hansa Rostock.

## Clubes
| Club                     | País     | Año       |
| ------------------------ | -------- | --------- |
| Borussia Mönchengladbach | Alemania | 1989-1995 |
| Schalke 04               | Alemania | 1995-1999 |
| 1860 Múnich              | Alemania | 1999-2003 |
| Hansa Rostock            | Alemania | 2003-2004 |

## Palmarés
Borussia Mönchengladbach
- Copa de Alemania: 1995

FC Schalke 04
- Copa de la UEFA: 1997

### Distinciones individuales
| Distinción                                     | Año     |
| ---------------------------------------------- | ------- |
| Máximo goleador de la 1. Bundesliga (18 goles) | 2001/02 |